# Twist Master
Twist Master – projekt polskiego szybowca akrobacyjnego.

## Historia
Na bazie szybowca S-1 Swift inż. Jerzy Cisowski opracował w latach 1994–1995 projekt nowego szybowca. W stosunku do pierwowzoru zmniejszono rozpiętość skrzydeł o ok. 40 cm oraz zastosowano klapy skrzydłowe oraz klapolotki. Zmniejszono też wymiary usterzenia.
Projekt nie został zrealizowany.

## Konstrukcja
Jednomiejscowy wolnonośny średniopłat o konstrukcji kompozytowej.
Kadłub o konstrukcji skorupowej, kabina pilota zakryta. 
Płat dwudzielny, jednodźwigarowy wykonany z kompozytu szklano-epoksydowego. Pasy dźwigara wykonane z kompozytu węglowo-epoksydowego. 
Usterzenie klasyczne o konstrukcji kompozytowej.
Podwozie jednotorowe z kołem głównym chowanym w locie i kółkiem ogonowym.